# Гаркуша, Евгения Александровна
Евге́ния Алекса́ндровна Гарку́ша (8 марта 1915, Петроград — 11 августа 1948, Омчак, Магаданская область) — актриса Московского Театра им. Моссовета и киноактриса. Жена министра морского флота СССР академика Петра Ширшова.

## Биография
Родилась в семье агронома Александра Евменовича Гаркуши, украинца по национальности и Елены Владимировны Гаркуши (урождённой Аврамовой) (1872–1956) .
Семья переехала из Петрограда в Киев в 1921 году. В 1933 году окончила семилетнюю школу, в 1937 году - театральную студию при Киевском русском драматическом театре. Служила актрисой в театрах Тулы (в 1937-1938 годах), Баку (1938), Свердловска (1939), московском театре имени Моссовета (1943-1946). Снималась в кино.
Была замужем за поэтом Ярославом Родионовым, с которым познакомилась на съёмках фильма «Пятый океан». В октябре 1941 года встретилась в Москве с наркомом морского флота Петром Ширшовым, который отправил свою семью в эвакуацию. Ширшов много ездил по служебным делам, и повсюду его сопровождала Евгения Гаркуша. К тому времени, когда прежняя семья Ширшова вернулась из эвакуации, Евгения уже родила ему дочь Марину, и он остался с ней. Жила в Доме на набережной.
Согласно легенде, в 1946 году на приёме в Кремле дала пощёчину Лаврентию Берии за непристойное предложение. 28 июля 1946 года арестована и содержалась в тюрьме как заключённая № 13; её близкие не были об этом извещены. 29 декабря был выписан ордер на её арест, она была обвинена в измене родине (ст. 58-1а), антисоветской пропаганде (ст. 58-10), спекуляции (ст. 107 УК РСФСР). Решением Особого совещания при МГБ СССР от 29 ноября 1947 года «за спекуляцию и подозрительные связи» осуждена на 8 лет лагерей, которые отбывала в лагере посёлка Омчак Магаданской области. Работала на фабрике имени Берии, жила с матерью в съёмном доме.
11 августа 1948 года умерла или покончила с собой, приняв смертельную дозу снотворного. В 1956 году посмертно реабилитирована.
Спустя много лет к режиссёру Исидору Анненскому обратилась дочь актрисы океанолог Марина Петровна Ширшова с просьбой организовать просмотр фильма «Неуловимый Ян». «На экране двигалась, смеялась и пела озорная и весёлая, юная женщина, а в зале со слезами на глазах сидела её дочь. Сейчас они были ровесницы. Так через много лет состоялось их свидание» — писал в своей книге «В театре и кино» Анненский.

## Семья
Отец — Александр Евменович Гаркуша (? — ?)
Мать — Елена Владимировна Гаркуша (урождённая Аврамова) (1872–1956)
Сестра — Светлана Александровна Гаркуша
Первый муж — Ярослав Родионов (1903 — 1943), советский поэт-песенник, драматург, переводчик.
Второй муж (с 1942 по 1948) — Пётр Ширшов (1905 — 1953), нарком морского флота СССР.
- Дочь — Марина Петровна Ширшова (р. 1944), океанолог.
  - Внучка
    - Правнук, правнучка.

## Фильмография
1. 1940 — Пятый океан — Саня
2. 1942 — Неуловимый Ян — Мильча